# Tsukuru Hori
Tsukuru Hori (堀創?, Hori Tsukuru; Sendai, 2 novembre 1989) è un arrampicatore giapponese.
Pratica le competizioni di boulder e difficoltà.
È l'arrampicatore giapponese che ha ottenuto i migliori risultati in campo maschile nella Coppa del mondo boulder di arrampicata.

## Biografia
Ha iniziato a partecipare alle competizioni internazionali nel 2006. Ha praticato per due anni, 2006 e 2007, la specialità lead, per poi passare dal 2008 al boulder.
È arrivato secondo in due gare di boulder della Coppa del mondo di arrampicata 2010 e terzo nella classifica finale di coppa. L'anno successivo, il 27 maggio 2011, ha vinto per la prima volta una gara di coppa, a Canmore, quarta tappa di boulder della Coppa del mondo di arrampicata 2011.

## Palmarès

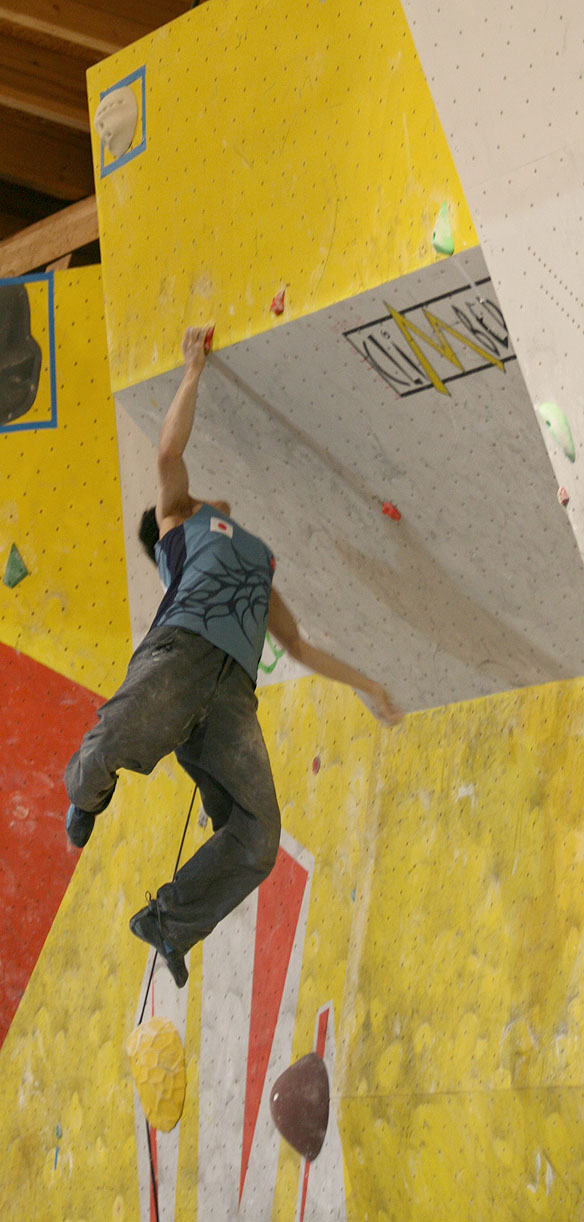
Tsukuru Hori a Vienna nella seconda prova di boulder della Coppa del mondo 2010

### Coppa del mondo
|         | 2006 | 2007 | 2008 | 2009 | 2010 | 2011 | 2012 | 2013 | 2014 |
| ------- | ---- | ---- | ---- | ---- | ---- | ---- | ---- | ---- | ---- |
| Lead    | 46   | 38   |      |      |      |      |      |      |      |
| Boulder |      |      | 7    | 12   | 3    | 4    | 12   | 14   | 13   |

### Campionato del mondo
|         | 2007 | 2009 | 2011 | 2012 | 2014 |
| ------- | ---- | ---- | ---- | ---- | ---- |
| Lead    | 19   |      |      |      |      |
| Boulder | 27   | 20   | 17   | 15   | 6    |